# Aleksander Orłowski
Aleksander Orłowski (n. 9 martie 1777, Varșovia - d. 13 martie 1832, Sankt-Petersburg) a fost un pictor, desenator și grafician polonez. A fost elevul lui Jan Piotr Norblin și Marcello Bacciarelli. A participat la insurecția lui Kościuszko. A călătorit prin Rusia, Franța, Italia și Germania. Din 1802 până la sfârșitul vieții a trăit la Sankt-Petersburg. În 1819 a devenit membru al Societății Științifice din Cracovia.